# Arp2/3

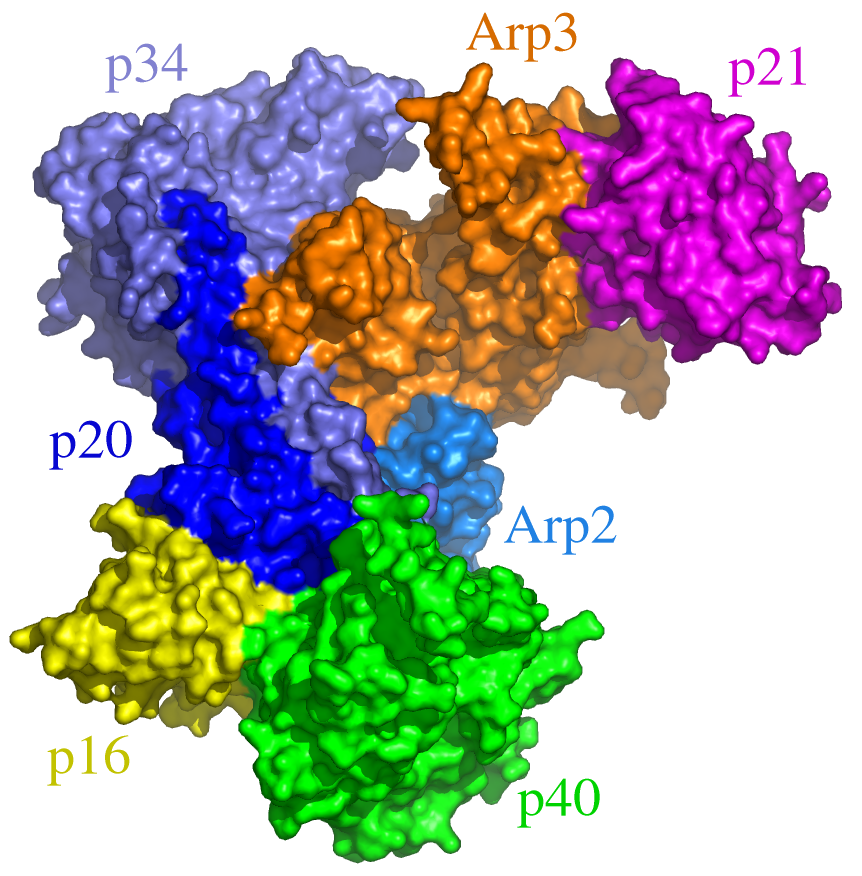
Arp2/3 複合体の分子構造

Arp2/3 複合体 (actin-related protein) は、アクチンの重合を制御するタンパク質で、7つのサブユニットから構成されている複合体である。アクチンフィラメントの伸長や架橋形成に携わっており、これにはプロフィリンやVASPといったタンパク質も関係している。
Arp2/3 複合体はアクチン細胞骨格を形成するために必要な構成要素であるため、真核生物の細胞に遍在している。Arp2/3 複合体はモノマーアクチンに似た構造のサブユニットである Arp2 と Arp3 からなり、新しいアクチンフィラメントを伸長する起点として作用する。Arp2/3 複合体は既存のアクチンフィラメントの側面に結合し、そこを起点として新しいフィラメントを伸長させ、アクチン細胞骨格に枝分かれを生じさせることで、架橋構造などを形成する。
Arp2/3 複合体はアカントアメーバの1種 Acanthamoeba castellanii で最初に発見され、その後の研究であらゆる真核生物から発見された。